# Boľ
Pour les articles homonymes, voir Bol.
Boľ (hongrois : Boly) est un village de Slovaquie situé dans la région de Košice.

## Histoire
Première mention écrite du village en 1332.
La localité fut annexée par la Hongrie après le premier arbitrage de Vienne le 2 novembre 1938. En 1938, on comptait 824 habitants dont 41 d'origines juives. Elle faisait partie du district de Medzibodrožie (hongrois : Bodrogközi járás). Le nom de la localité avant la Seconde Guerre mondiale était Boľ/Boly. Durant la période 1938 - 1944, le nom hongrois Boly était d'usage. À la libération, la commune a été réintégrée dans la Tchécoslovaquie reconstituée.

## Démographie

### Évolution de la population
| Année:               | 1994. | 2004.   | 2014.   | 2024.   |
| -------------------- | ----- | ------- | ------- | ------- |
| Nombre de personnes: | 685   | 691     | 711     | 726     |
| Différence:          |       | +0,87 % | +2,89 % | +2,10 % |

| Année:               | 2023. | 2024.   |
| -------------------- | ----- | ------- |
| Nombre de personnes: | 731   | 726     |
| Différence:          |       | -0,68 % |